# Кривична истрага
Истрага је назив за поступке који имају за сврху пронаћи, доказати чињенице које су везане за неку радњу, догађање, у најчешћем случају ради се о убиству, злочину, силовању, крађи. Особе које спроводе такве поступке су у већини случајева припадници државних институција као што су: полиција, војска, суд, Скупштина, образовне установе.